# 毛氏池城殿内
毛氏 池城殿内（もううじ いけぐすくどぅんち）は、唐名・毛龍唫、新城親方安基を元祖とする琉球王国の士族（首里士族）。五大姓（五大名門）の一つ、毛氏池城の大宗家（本家）。名乗頭は「安」。

## 概要
一世・新城親方安基は、父不詳、母は儀保大阿母志良礼の子とされるが、第二尚氏王統第3代・尚真王が今帰仁巡察のおりにお手掛けした神女との間に生まれた子という伝承がある。第5代・尚元王の即位に功あり。歴代当主は羽地間切の総地頭職を務め、五大姓の一つとして、門中は栄えた。毛氏の門中には、毛氏美里殿内・毛氏東風平殿内・毛氏佐渡山殿内等あり、門中の家譜数は67冊に及んでいる。

## 系譜
- 一世・毛龍唫・新城親方安基（大新城）
- 二世・毛廉・池城親方安棟
- 三世・毛鳳儀・池城親方安頼
- 四世・毛時耀・池城親方安幹
- 四世・池城親方安続（安幹の弟。兄に嗣子なく家督を継ぐ）
- 五世・池城親方安成
- 六世・毛国珍・池城親方安憲

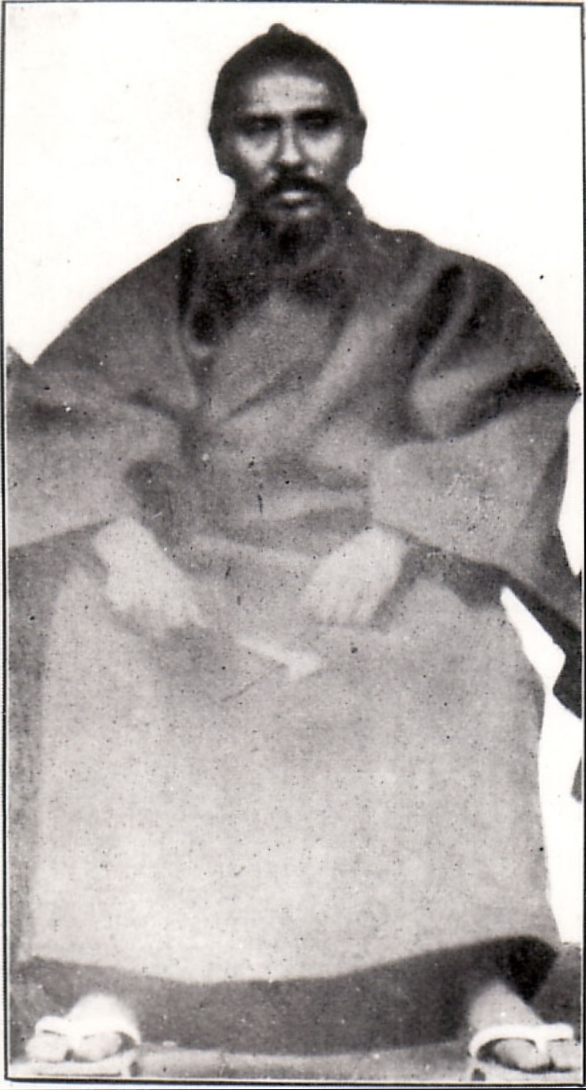
十五世・池城安規

- 七世・毛協図・野里親雲上安宣（夭折。難破水死）
- 八世・毛天相・池城親方安倚
- 九世・池城親方安本
- 十世・毛元翼・池城親方安命
- 十一世・池城親方安則
- 十二世・毛廷勷・池城親方安昆
- 十三世・池城親方安郁
- 十四世・毛増光・池城親方安邑
- 十五世・毛有斐・池城親方安規
- 十六世・池城親雲上安政
- 十七世・池城安廷
- 十八世・池城安正
- 毛氏池城家　家譜によると 長男　池城安棟(毛氏二世) 次男　池城安昔(古波蔵家元祖) 外子　宮良親雲上池城安英(毛裔氏一世)